# 逸見宗助
逸見 宗助（へんみ そうすけ、1843年〈天保14年〉 - 1894年〈明治27年〉）は、幕末から明治の武士、剣術家、警察官。

## 経歴
生年は1834年（天保5年）ともいわれる。佐倉藩藩士・逸見信敬（立身流第17代宗家）の子として生まれ、家伝の立身流を修行する。立身流は袋竹刀で打ち合う古式の剣法であったが、江戸で竹刀防具を用いる撃剣試合が盛んになると、佐倉藩も1850年（嘉永3年）に他流試合を許し、北辰一刀流や鏡新明智流などを招いて学んだ。鏡新明智流からは高弟の上田馬之助が来て、逸見は上田の指導を受けた。
1860年（万延元年）、父より立身流居合目録を受ける。父の計らいで藩から剣術留学の許しを得て、1861年（万延2年）に江戸に出て、鏡新明智流士学館道場を主として1年間撃剣を修行。帰藩後、刀術所の師範並となった。
明治維新の廃藩後、八街の開墾に従事していたが、1879年（明治12年）、警視庁に撃剣世話掛が創設されると、鏡新明智流の上田馬之助、梶川義正とともに最初に登用され、警察官となる。本部武術課・撃剣専務教師として警視流剣術・居合・柔術を制定し、警視庁武術の中心的人物となった。
1884年（明治17年）12月、滋賀県県令籠手田安定が関西の剣客を引き連れ警視庁に試合を挑んだ。滋賀県警察部の高山峰三郎（直心影流）に撃剣世話掛30余名が連破され、総崩れ寸前となったが、最後に受けて立った逸見が得意の上段の構えから小手を決めて勝ち、警視庁の面目を保った。
その後も奥村左近太（奥村二刀流）や松崎浪四郎（加藤田神陰流）らと名勝負を繰り広げた。
1887年（明治20年）11月11日、伏見宮邸での天覧兜割試合に、逸見、上田馬之助、榊原鍵吉の3人が選ばれて出場。逸見と上田は失敗したが、榊原は名刀同田貫を用いて成功した。
山岡鉄舟は、「剣客はたくさんいるが、逸見だけは真の剣を遣う」と評した。また水練の達人でもあり、高野佐三郎がそれを称えている。